# إميل مورو
إميل مورو هو سياسي كندي، ولد في 20 يونيو 1877 في كندا، وتوفي في 28 يناير 1959 في مدينة كيبك في كندا. حزبياً، نشط في حزب كيبيك الليبرالي. وقد انتخب عضو الجمعية الوطنية في كيبك ‏ عن دائرة روبرفال ‏.